# هارتويك (نيويورك)
هارتويك (بالإنجليزية: Hartwick, New York)‏ هي بلدة أمريكية تقع في الولايات المتحدة في مقاطعة أوتسيغو، نيويورك. يقدر عدد سكانها بـ 2,110 نسمة ومساحتها 104.5 كم2 وترتفع عن سطح البحر 508 متر.

## أعلام
- وليام هنري بيسل